# سویتلا
سویتلا (به چکی: Světlá) یک منطقهٔ مسکونی در جمهوری چک است که در ناحیه بلانسکو واقع شده‌است. سویتلا ۲٫۲۳ کیلومتر مربع مساحت و ۲۰۷ نفر جمعیت دارد و ۴۳۱ متر بالاتر از سطح دریا واقع شده‌است.